# カスリハタ
カスリハタ（学名：Epinephelus tukula）はハタ科に分類される魚類の一種。インド太平洋に分布する。1959年にザンジバルの研究機関により新種と発表され、タイプ産地はマフィア島であった。

## 分布
インド太平洋に広く分布するが、ほとんどの地域では珍しい。紅海から南アフリカ共和国のクワズール・ナタール州までの東アフリカ、マダガスカル、セーシェル諸島、モーリシャス、レユニオン島にかけてのインド洋に多い。インド西部とスリランカ沖から東はソロモン諸島、南はオーストラリア、北は南日本まで分布する。ペルシャ湾では記録されていない。日本では南日本の太平洋岸に広く分布し、琉球列島では珍しい。オーストラリアでは西オーストラリア州のシャーク湾からクイーンズランド州のモートン湾までの北部に分布する。グレートバリアリーフでも見られる。

## 形態
体長は体高の2.9 - 3.5倍。目の間にわずかに凸面の領域があり、頭部背側の輪郭は直線的。頭高は低く、吻が尖って見える。前鰓蓋は丸いか角に近い形で、角にわずかに鋸歯があり、鰓蓋の上縁は直線的。背鰭は11棘と14 - 15軟条から、臀鰭は3棘と8軟条から成る。背鰭棘間の鰭膜には切れ込みがある。尾鰭は丸い。体色は淡い茶色がかった灰色で、大きな黒い斑点が入る。目から黒い線が放射状に伸び、鰭には小さな黒い斑点が散らばる。最大で全長200 cm、体重110 kgに達する。英名は体にある黒い斑点をジャガイモに見立てたことによる。

## 生態
沿岸のサンゴ礁や、潮流の強い岩礁に生息する。幼魚は浅瀬を好み、サンゴ礁の潮だまりでよく見られるが、成魚は水深 10 - 150 mで見られる。単独で行動し、通常一定の行動範囲をもつ。待ち伏せ型の捕食者で、小さなエイ、カニ、魚、イカ、タコ、イセエビなどを捕食する。サンゴの陰に隠れ、獲物が近づくと突進して丸呑みする。縄張りに近づく者には攻撃的だが、その範囲は狭い。約12歳、体長90 - 99 cm、体重16 - 18 kgで性成熟する。幼魚の群れが観察されているが、成魚の集団産卵は観察されていない。飼育下で雌から雄に性転換することが観察されたため、他のハタ類と同様に雌性先熟の雌雄同体である可能性がある。

## 人との関わり
分布域全体で漁獲されており、香港や中国では食用として販売されるが、現地では人気が無い。乱獲に対して脆弱であると考えられているが、現在は危機的状況ではないということで、国際自然保護連合 (IUCN)は低危険種に指定している。南アフリカ共和国とオーストラリアで保護されている。日本では主に沖縄県と鹿児島県にて食用として流通するが、高価である。